# Hockey Night in Canada
 (avril 2024).
Si vous disposez d'ouvrages ou d'articles de référence ou si vous connaissez des sites web de qualité traitant du thème abordé ici, merci de compléter l'article en donnant les références utiles à sa vérifiabilité et en les liant à la section « Notes et références ».

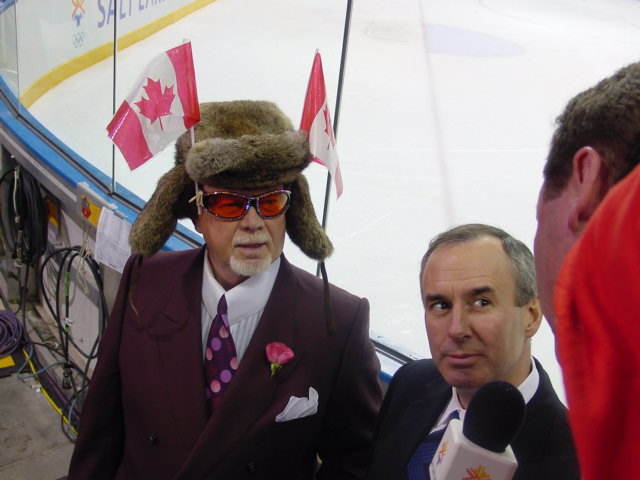
Don Cherry (à gauche) en compagnie de Ron MacLean

Hockey Night in Canada est l'émission de télévision sportive qui entoure la diffusion des rencontres de hockey sur glace de la Ligue nationale de hockey sur CBC Television, la chaîne publique anglophone de Radio-Canada. Son format est assez éloigné de l'émission d'origine, équivalent anglophone de l'émission francophone La Soirée du hockey diffusée sur la télévision de Radio-Canada. L'émission était à l'origine un grand rendez-vous sportif hebdomadaire du samedi soir, diffusée d'abord à la radio à partir de 1931, puis à la télévision à partir de 1952, alors que le format actuel est utilisé à chaque rencontre, en fonction de la fréquence des matchs.
Elle comporte plusieurs segments, dont le Coach's Corner, diffusé entre chaque tiers temps, séquence d'analyse de la rencontre animée et commentée par l'ancien entraîneur des Bruins de Boston Don Cherry et Ron MacLean.
Depuis la Coupe Stanley de 2008, l'émission est disponible en panjâbî, la quatrième langue la plus parlée au Canada après l'anglais, le français et le chinois,. Hockey Night in Canada en panjâbî est animé par Parminder Singh et Harnarayan Singh.